# Zgromadzenie Ustawodawcze Australii Zachodniej
Zgromadzenie Ustawodawcze Australii Zachodniej (ang. Western Australian Legislative Assembly) – izba niższa parlamentu stanowego Australii Zachodniej. Składa się z 59 członków wybieranych na czteroletnią kadencję w jednomandatowych okręgach wyborczych, z zastosowaniem ordynacji preferencyjnej. Podobnie jak we wszystkich wyborach organizowanych w Australii, głosowanie jest obowiązkowe.
Zgromadzenie powstało w 1890, z chwilą uzyskania przez Australię Zachodnią autonomii w ramach Imperium Brytyjskiego. Początkowo w przy głosowaniu stosowano cenzusy płci i posiadania ziemi. W 1893 prawo do udziału w wyborach rozszerzono na wszystkich mężczyzn z wyjątkiem Aborygenów, a w 1899 przyznano je także kobietom.
Przywódca frakcji posiadającej najwięcej miejsc w Zgromadzeniu jest zwyczajowo mianowany przez gubernatora premierem stanu. W obecnej kadencji (2008-2012) żadna z partii nie ma wyraźnej większości. Choć najwięcej miejsc w Zgromadzeniu zdobyła Australijska Partia Pracy, mniejszościowy rząd stanowy tworzy Liberalna Partia Australii, popierana przez Narodową Partię Australii i deputowanych niezrzeszonych.